# Kastanjebukig eufonia
Kastanjebukig eufonia (Euphonia pectoralis) är en fågel i familjen finkar inom ordningen tättingar.

## Utseende och läte
Kastanjebukig eufonia är en mycket liten fågel med kraftig näbb. Hanen är metallglänsande mörkblå med kastanjebrun buk och gult på skuldrorna. Honan är mestadels olivgrön med grått på hjässan, strupen och mitt på buken, medan den är kastanjebrun på undergumpen. Lätet består av serie skallrande ljud.

## Utbredning och systematik
Fågeln förekommer från östra Brasilien (östra Alagoas) till östra Paraguay och nordöstra Argentina. Den behandlas som monotypisk, det vill säga att den inte delas in i några underarter.

### Familjetillhörighet
Tidigare behandlades släktena Euphonia och Chlorophonia som tangaror, men DNA-studier visar att de tillhör familjen finkar, där de tillsammans är systergrupp till alla övriga finkar bortsett från släktet Fringilla.

## Levnadssätt
Kastanjebukig eufonia hittas i fuktiga skogar och skogsbryn. Där ses den uppe i trädkronorna, ibland anslutande till artblandade kringvandrande flockar.

## Status och hot
Arten har ett stort utbredningsområde, men tros minska i antal, dock inte tillräckligt kraftigt för att den ska betraktas som hotad. Internationella naturvårdsunionen IUCN listar arten som livskraftig (LC).